# Clemens Jöckle
Clemens Jöckle (* 15. April 1950 in Wasserlos; † 2. Juni 2014 in Bad Dürkheim) war ein deutscher Kunsthistoriker. Von 2001 bis 2012 war er Leiter der Städtischen Galerie Speyer.

## Leben
Der Werdegang von Jöckle war anfangs holprig.

## Autor und ehrenamtliches Engagement
Jöckle schrieb mehrere Kunstbücher und verfasste ein Heiligenlexikon. Er schrieb zahlreiche Monographien und Broschüren über Künstler und Bauwerke sowie Ausstellungskataloge. Für das Allgemeine Künstlerlexikon bearbeitete er die Pfälzer Künstler.
Jöckle war bemüht, für die Kunst und die Künstler zu werben und zum Kunstverständnis beizutragen. Bei Ausstellungseröffnungen in Speyer und in dessen Umkreis trat er bei Museen, Kunstvereinen und Galerien als Redner auf.
Er war Mitglied des Kuratoriums der Kulturstiftung Speyer sowie Vorsitzender der Arbeitsgemeinschaft Pfälzer Künstler (apk).

## Leitung der Städtischen Galerie Speyer
Im Jahr 2001 wurde Clemens Jöckle zum alleinverantwortlichen Leiter der Städtischen Galerie Speyer bestellt.  Die Galerie war nach langer politischer Diskussion in einem der Stadt Speyer gehörenden Gebäudekomplex entstanden, der neben dem als Kinder- und Jugendtheater und alternativem Kino genutzten Alten Stadtsaal liegt. Beide Gebäude, hinter dem alten Rathaus gelegen, bildeten zusammen mit dem dort ebenfalls angesiedelten Zimmertheater Speyer und der Winkeldruckerey den sogenannten Kulturhof Speyer. Die Städtische Galerie wurde mit professionellen Öffnungszeiten betrieben, während viele städtische Galerien nur tage- und dann stundenweise öffnen, und erreichte maximale Schließzeiten von einer Woche zwischen den Ausstellungen. Jöckle wollte keine Galerie mit Ausschank, im Mittelpunkt sollte nicht die Begegnung mit dem Weinglas, sondern mit der Kunst stehen. In der Zeit zwischen der Eröffnung am 23. Juli 2001 und 2012 fanden in der Galerie nahezu hundert Ausstellungen statt, darunter Gemälde von Malern wie Marc Chagall, Henri Matisse und Antonio Saura sowie großen pfälzischen Malern wie Hans Purrmann, Anselm Feuerbach oder Max Slevogt. Nach dem Fall der Mauer organisierte Jöckle die erste West-Ausstellung der jungen Leipziger Schule. Das Grundprogramm der Galerie bestand aus einer Vielzahl von Themenausstellungen, Best-of-Ausstellungen junger Künstler, Jubiläumsausstellungen und immer wieder der Präsentation sonst unzugänglicher privater Sammlungen.

## Geplante Wittelsbacherausstellung und Tod

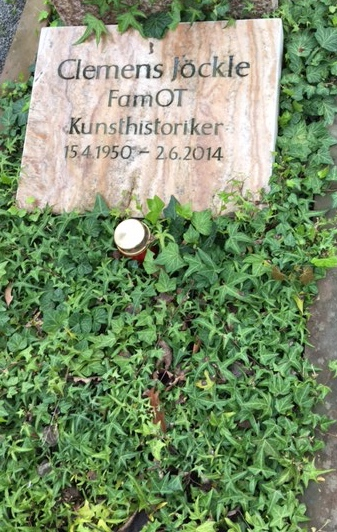
Grab von Clemens Jöckle auf dem Friedhof Speyer

Vom Mainzer Kultusministerium wurde er im Juli 2012 dazu berufen, ab Jahresbeginn 2013 auf dem Schloss Villa Ludwigshöhe die geplante große Wittelsbacherausstellung vorzubereiten. Hierzu ist es nicht gekommen, wegen eines schweren Hirnschlags im Herbst 2012, an dessen Folge er am 2. Juni 2014 verstarb.
Das Grab von Clemens Jöckle  befindet sich auf dem Friedhof Speyer. Die Bezeichnung FamOT auf der Grabplatte bedeutet, dass Clemens Jöckle ein Familiare (Laienmitglied) des Deutschen Ordens (Ordo Teutonicus) war.

## Schriften
- Friedrich Jossé – Bilder aus dem Leben einer Kleinstadt. Bezirksgruppe Speyer des Historischen Vereins der Pfalz 1978
- Kleine Chronik des Kunstvereins: Vom pfälzischen Kunstverein zum Kunstverein Speyer. Speyer 1980.
- Wallfahrtsstätten im Bistum Speyer. 1983, ISBN 3-7954-0499-1
- Der Maler Friedrich Jossé. Leben und Werk. Schnell u. Steiner, München [u. a.] 1987
- mit Ambrosius Schneider, Werner Seeling und Peter Roth: Otterberg. Kirche, Konfessionen, Geschichte. Evangelischer Presseverlag Pfalz, 1993
- Werner Holz (1948–1991). Das Schiff des Lebens oder die Kunst, einen Vorhang zu lüften. In: Ludwigshafen <Landkreis>: Heimatjahrbuch. Band 10, 1994, S. 83–86
- Das große Heiligenlexikon. K. Müller Verlag, Erlangen 1995, ISBN 3-86070-438-9
- mit Josef Matheis: Markus Klammer (1963–1993). Leben und Werk. Josef Fink Verlag, Lindenberg 1996, ISBN 3-931820-14-9
- Das Narrenschiff am Abgrund. Zur Bildmetaphorik von Werner Holz. „Labyrinthische Bilderwelten“ / [Kunstverein Bad Dürkheim]. Bad Dürkheim 1998.
- Memento Mori. Friedhöfe Europas. GLB Parkland, 1998, ISBN 3-88059-939-4, übersetzt ins Tschechische von Jana Zoubková
- 100 Bauwerke in Frankfurt am Main. Schnell & Steiner, Regensburg 1998, ISBN 3-7954-1166-1
- Pilgerstätten. Hundert Wunderstätten Europas. K. Müller Verlag, Erlangen 1999, ISBN 3-86070-437-0
- „Mit der Farbe zeichnen“. Heinrich von Zügel (1850–1941). Kunstverlag Josef Fink, Lindenberg 2001, ISBN 3-933784-63-8 (auch übersetzt in Tschechische von Josef Matějů und ins Niederländische von Maarten Lekkerkerken).
- mit Christopher Kerstjens von Fink: Mit Farbe und Linie. Elisabeth Mack-Usselmann. Kunstverlag Josef Fink, Lindenberg 2002, ISBN 3-89870-085-2
- mit Heinz Setzer: Adolf Doerner (1892–1964). Leben und Werk. Kunstverlag Josef Fink, Lindenberg 2003, ISBN 3-89870-137-9
- mit Christopher Kerstjens: Baustile der Weltarchitektur. Das Standardwerk der Baukunst von der Antike bis zur Gegenwart. 2006, von den Vorauflagen dieses Buches (Erstauflage 2001) existieren Übersetzungen so z. B. von Eszter Krisztina Aczél ins Ungarische oder ins Niederländische
- mit Georg Denzler: Der Vatikan. Geschichte – Kunst – Bedeutung. Primus Verlag, Darmstadt 2006, ISBN 978-3-89678-573-2
- Der heilige Laurentius. Diakon und Märtyrer. Sadifa-Media, Kehl/Rhein 2008, ISBN 978-3-88786-365-4
- Der heilige Georg. Legende, Verehrung und Darstellungen. Der edle, leuchtende Stern aus Kappadozien. Sadifa-Media, Kehl/Rhein 2008, ISBN 978-3-88786-185-8
- Der Maler Georg Krajewski – Leben und Werk. Verlag Giloi & Ultes, Winnweiler 2010, ISBN 978-3-933778-13-0
- Kloster St. Magdalena Speyer. Schnell-Kunstführer Nr. 1346, 1. Auflage, München 1983.
- mit Fotos von Thomas Klenner, Horst Poggel: Dreifaltigkeitskirche Speyer. 5. Auflage, Schnell & Steiner, Regensburg 2011, ISBN 978-3-7954-4919-3
- unter Mitarb. von Josef Staab: Kiedrich im Rheingau. 13. Auflage, Schnell & Steiner, Regensburg 2011, ISBN 978-3-7954-6036-5
- mit Fotos von Renate J. Deckers-Matzko: St. Joseph, Speyer. 2. Auflage, Schnell & Steiner, Regensburg 2011, ISBN 978-3-7954-6514-8
- Memento mori. berühmte Friedhöfe Europas. Nebel-Verlag, Utting 2011, ISBN 978-3-86862-010-8